# Dusk... and Her Embrace
Dusk... and Her Embrace är det brittiska extrem metal-bandet Cradle of Filths andra fullängdsalbum, utgivet 1996. Framförallt kan man på detta album finna en avsevärt förbättrad produktion. Ljudbilden är betydligt klarare än på debuten The Principle of Evil Made Flesh och uppföljaren Vempire or Dark Fairytales in Phallustein.
Musiken är komponerad av Cradle of Filth, och låttexterna är skrivna av bandets sångare Dani Filth. Texterna är till viss del inspirerade av Sheridan Le Fanus romaner.
År 2016 utgavs Dusk... and Her Embrace: The Original Sin som är ursprungsversionen av Dusk... and Her Embrace.

## Låtförteckning
| Nr           | Titel                                       | Längd |
| ------------ | ------------------------------------------- | ----- |
| 1.           | Humana Inspired to Nightmare (instrumental) | 1:23  |
| 2.           | Nocturnal Supremacy                         | 6:04  |
| 3.           | Heaven Torn Asunder                         | 6:56  |
| 4.           | Dusk and Her Embrace                        | 6:14  |
| 5.           | A Gothic Romance                            | 8:46  |
| 6.           | The Graveyard by Moonlight (instrumental)   | 2:02  |
| 7.           | Funeral in Carpathia                        | 8:21  |
| 8.           | Beauty Slept in Sodom                       | 6:36  |
| 9.           | The Haunted Shores of Avalon                | 7:12  |
| 10.          | Carmilla's Masque (instrumental)            | 2:59  |
| 11.          | A Gothic Romance (Demo Version)             | 8:25  |
| 12.          | Nocturnal Supremacy (Demo Version)          | 6:15  |
| Total längd: | Total längd:                                | 69:23 |

Digipack-utgåvan innehåller även bonusspåret "Nocturnal Supremacy '96", placerat mellan spår 4 och 5.

## Musiker
- Dani Filth – sologitarr
- Paul Allender – sologitarr
- Paul Ryan – kompgitarr
- Jon Kennedy – basgitarr
- Nicholas Barker – trummor
- Benjamin Ryan – keyboards
- Sarah Jezebel Deva – bakgrundssång
- Danielle Cneajna Cottington – bakgrundssång